# Øster Doense
Øster Doense is een plaats in de Deense regio Noord-Jutland, gemeente Mariagerfjord. De plaats telt 230 inwoners (2008).